# プラセーナジット

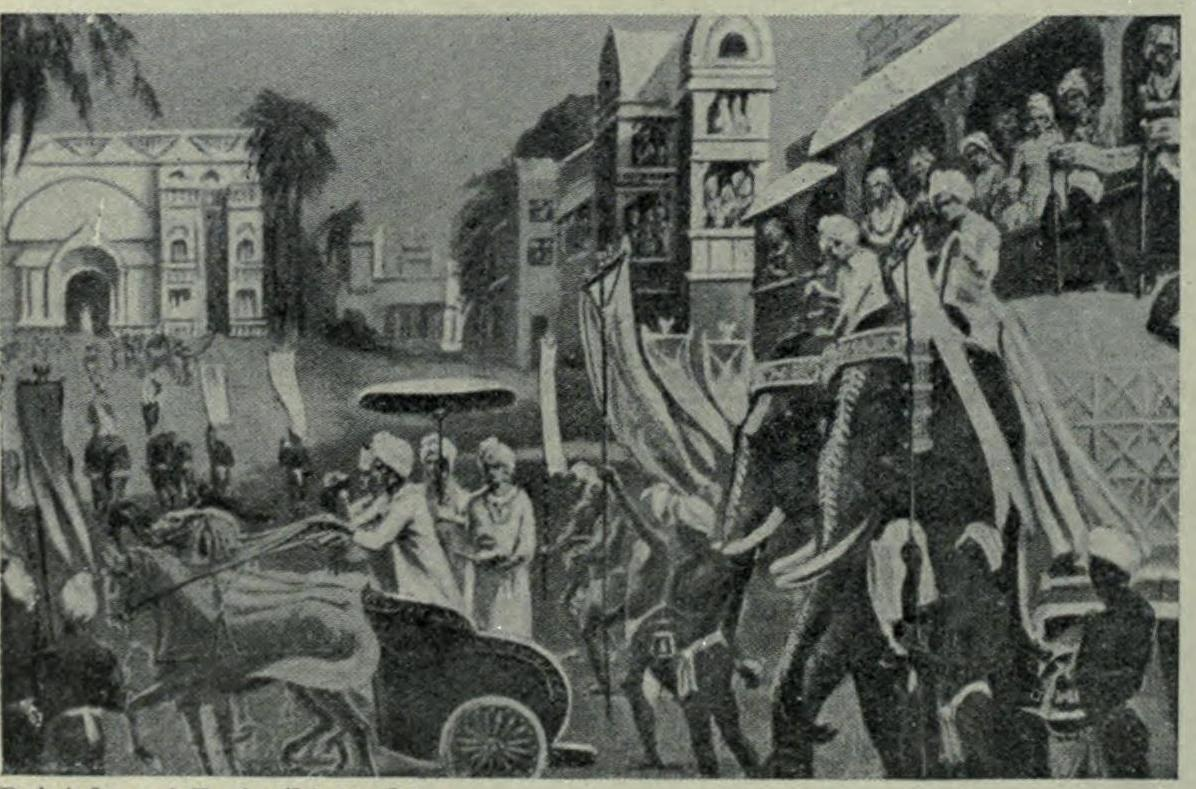
プラセーナジット王が仏陀を訪問する場面

プラセーナジット （漢訳：波斯匿王 - はしのく・おう、名前については後述）は、在位：紀元前6世紀頃または紀元前5世紀頃の古代インドに栄えたコーサラ国の王。

## 名前
- サンスクリット語：Prasenajit（プラセーナジット）
- パーリ語：Pasenadi（パセーナディ）
- 日本におけるカタカナ表記：パセナーディ、パーセナディ、パセーナディ
- 他の音写：鉢羅犀那逝多、鉢邏犀那待多、波匿、卑先匿、不梨先泥など
- 漢訳（意訳含む）：勝光、勝軍、明光、和悦など

## 人物・出身

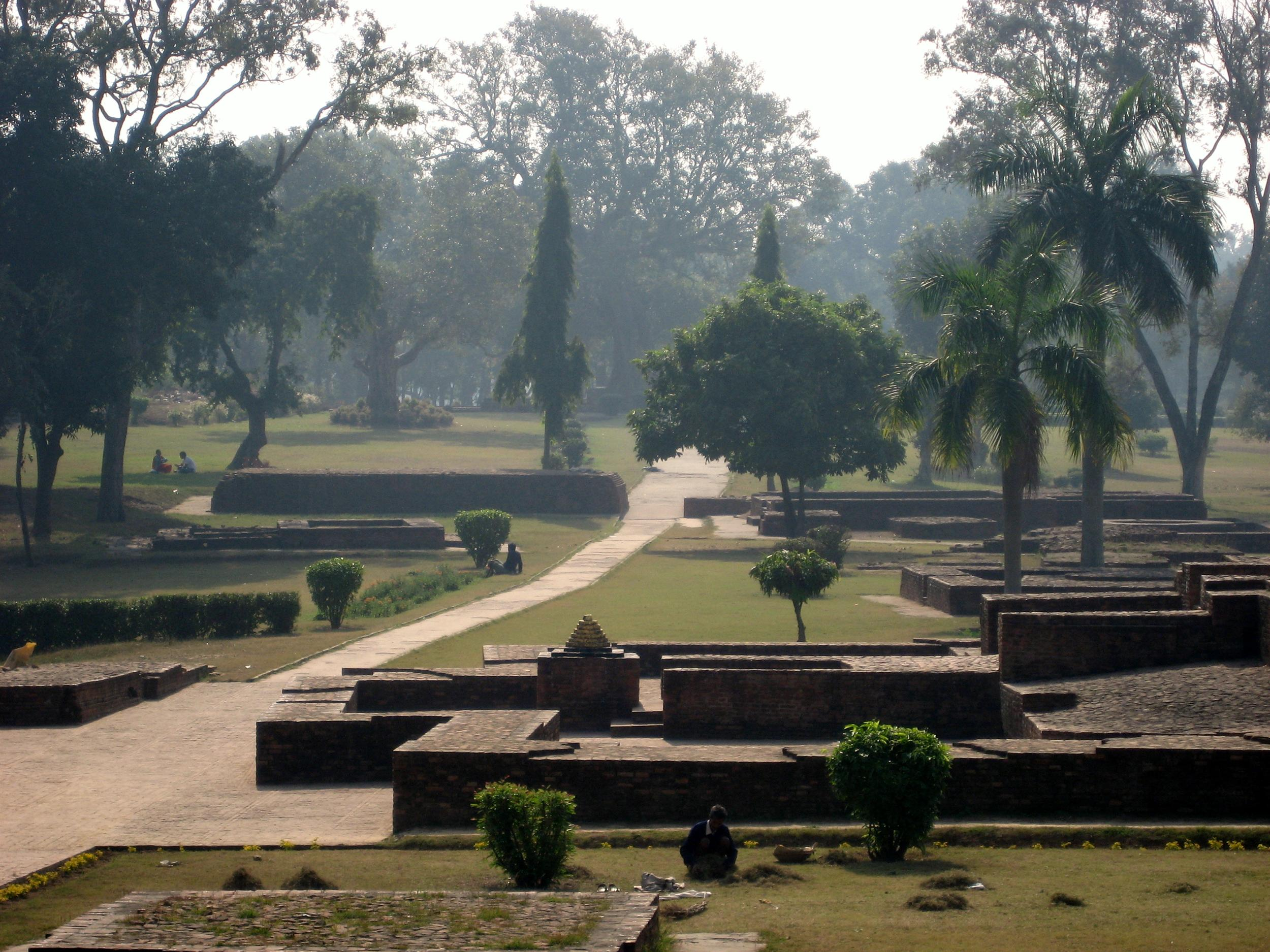
現在の祇園精舎

ブラフマダッタ、もしくはマハーコーサラ前王の子といわれる。タキシラに学んだのち王位に就く。釈迦成道の年に即位したという。実妹のコーサラ・デーヴィーをマガダ国のビンビサーラ王に嫁がせてカーシー国を持参金とした。マガダ国と並ぶ中インドの2大強国の王である。
彼の妃や子供の名前は仏典によって差異があり一致しない。複数の妃がいたとも考えられ、マッリカー夫人（末利夫人（まりぶにん））は第二妃とも、第一妃とも。ある日、マッリカー夫人と「この世で一番愛しいのは誰か」という話題になり、「それは自分自身です」という夫人の答えに疑問に思い、それを釈尊に訊ね、釈尊は「他の人々にとっても自己は非常に愛しい。それだから自己を愛しく求めるものは他を害してはならない」と説かれた、という話がある。
また、彼には王子がいたが、中でもジェータ太子（祇陀、祇多＝ぎだ）とヴィドゥーダバ太子（ビドーダバ、毘瑠璃、破瑠璃、のちの毘瑠璃王）の2人が有名である。勝鬘夫人（しょうまんぶにん）は娘である。
ジェータ太子は自身が所有する林園をスダッタ長者（須達多）に譲って祇園精舎が建てられたことで知られる。
中阿含経の第216経「愛生経」には末利夫人との間には一女ヴァジリー、一男ヴィドゥーダバがいた、ともある。
一説には、ヴィドゥーダバ王子は、釈迦族の指導者が召使に生ませた娘を母親として生まれた、と釈迦族の者が馬鹿にするのを聞いて、父・母・釈迦族を憎み、釈迦族を滅ぼす決意をした、とする。つまりこの説では、マッリカーは召使（下婢）が産んだ娘とされる。
プラセーナジット王はヴィドゥーダバ太子のクーデターにあい王位を奪われ、助けを求めにマガダ国に逃げるも命尽きたといわれる。